# Блайс (аэропорт)

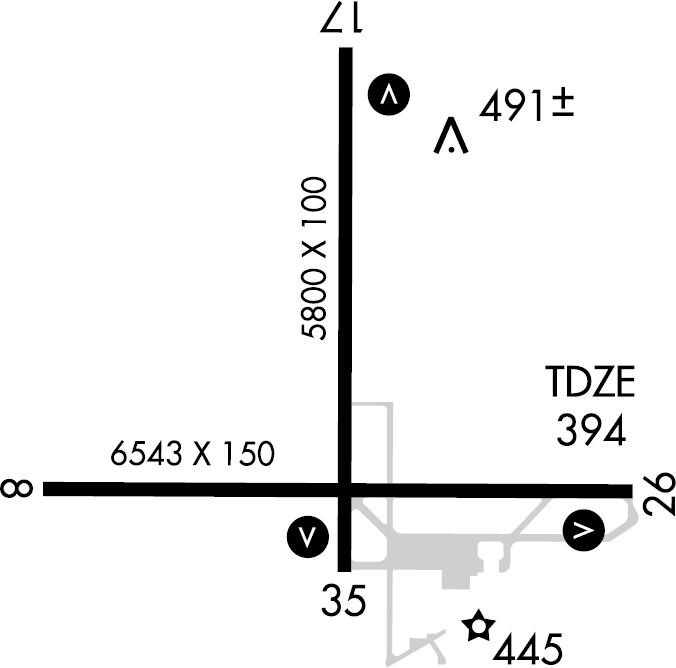
Схема FAA аэропорта

Аэропорт Блайс (англ. Blythe Airport), (ИАТА: BLH, ИКАО: KBLH) — государственный гражданский аэропорт, расположенный в 9,7 километрах к западу от города Блайс, округ Риверсайд (Калифорния), США.
Аэропорт находится в собственности округа Риверсайд и главным образом обслуживает рейсы авиации общего назначения.

## История
Аэродром Блайс был открыт в апреле 1940 года. Во время Второй мировой войны аэродром был известен, как Военный аэродром Бишоп и использовался Военно-воздушными силами Армии США.
Ниже перечислены военные подразделения ВВП США, базировавшиеся на Аэродроме Бишоп во время Второй мировой войны:
- 46-я бомбардировочная группа (лёгкие): с 23 мая 1942 по ноябрь 1942 года. Бомбардировщики Дуглас А-20 Хэвок;
- 34-я бомбардировочная группа (тяжёлые): с 15 декабря 1942 по апрель 1944 года. Боинг B-17 «Летающая крепость» и Консолидэйтед B-24 «Либерейтор»;
- 55-я бомбардировочная группа (пикирующие): со 2 ноября по 11 декабря 1942 года. Дуглас SBD «Донтлис»;
- 398-я бомбардировочная группа (тяжёлые): с апреля 1943 года до окончания войны. Боинг B-17 «Летающая крепость».

По окончании Второй мировой войны военное базирование на аэродроме было свёрнуто, сам аэропорт был передан в использованием гражданской авиацией.

## Операционная деятельность
Аэропорт Блайс расположен на высоте 122 метров над уровнем моря и эксплуатирует две взлётно-посадочные полосы:
- 8/26 размерами 1994 х 46 метров с асфальтовым покрытием;
- 17/35 размерами 1768 х 30 метров с асфальтовым покрытием.